# Carolin Björnerhag
Anna Carolin Björnerhag, född 26 september 1986 i Frillesås, Kungsbacka kommun, är en svensk reporter och programledare i radio och TV. Hon är sedan många år tillbaka bosatt i Stockholm.
Carolin Björnerhag har tidigare medverkat i de bägge humorprogrammen Punchline och Bastuklubben, som sändes på SVT respektive Kanal 5. Hon har därefter varit programledare för radioprogrammet Vaken med P3 och P4, samt gästat Daniel Breitholtz och Kristoffer Appelquists podcast Kompaniet, (då den gick under namnet Adam och Kompani.)  Sedan en tid tillbaka är hon även programledare för Nyhetsmorgon på TV4.